# Leucostrophus
Leucostrophus là một chi bướm đêm thuộc họ Sphingidae.

## Các loài
- Leucostrophus alterhirundo - Gerstaecker 1871
- Leucostrophus commasiae - (Walker 1856)